# Lapedona

Gonfalone civico

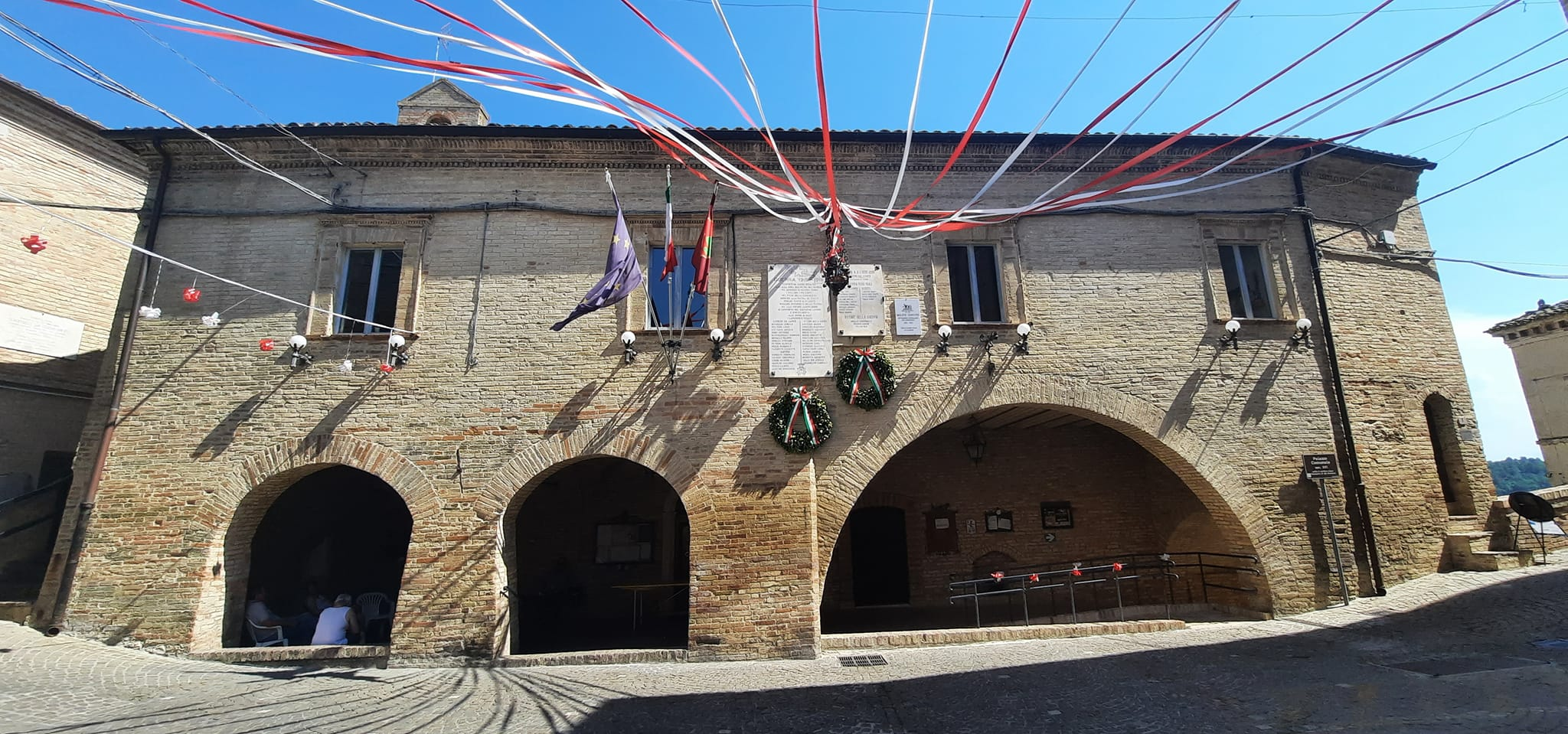
Municipio.

Lapedona (La Pëdona in dialetto locale) è un comune italiano di 1 146 abitanti della provincia di Fermo nelle Marche.
Fa parte dell'Area Vasta n. 4 di Fermo, dell'Azienda Sanitaria Unica Regionale delle Marche (A.S.U.R. Marche).

## Geografia fisica
Il territorio comunale confina da nord ad est con quello di Fermo, il fiume Aso e Altidona a sud e ad ovest con Moresco e Monterubbiano. Il suo paesaggio è prevalentemente collinare, eccezion fatta per la frazione Valdaso, quasi del tutto pianeggiante.
Gran parte degli abitanti risiede in campagna. Il centro storico conserva la sua struttura originaria di castello medioevale, cinto da mura e con due porte d'accesso: Porta da Sole e Porta Marina, quest'ultima è ornata di merli "a coda di rondine" ed è la sola carrabile.

## Storia
L’attuale territorio del comune di Lapedona fu abitato fin dall’antichità. In età romana apparteneva all’ager firmanus, era centuriato e vi sorgevano numerose villae rusticae,  collegate tra loro e la città di Fermo da un fitto reticolo stradale, come attestato da rinvenimenti archeologici nelle varie contrade e dalla toponomastica. Dopo le distruzioni e lo spopolamento provocati dalle  invasioni barbariche e dalla guerra gotica-bizantina del VI sec. d.C. in età longobarda il territorio passa in mano a vari signori, al vescovo di Fermo, e soprattutto alle abbazie benedettine che vi costruiscono chiese, corti e castelli spesso nei luoghi e con i materiali delle dirute residenze romane. Tra queste si affermerà il “castrum Lapidonae” sorto intorno alla chiesa di S. Quirico di proprietà dei monaci avellaniti e posto all’incrocio della strada che collegava Fermo con Cupra con quella che dal mare portava verso l’interno. Tra XII e XIII secolo per ragioni di sicurezza il castello verrà trasferito sulla sommità della collina che lo sovrastava immediatamente sul lato est. In esso si trasferiranno ben presto tutti gli abitanti degli altri insediamenti circostanti, tra la valle dell’Aso e il territorio di Fermo, disponendosi con le chiese e le abitazioni in quartieri rivolti verso il luogo di provenienza. Il nuovo castello si darà presto ordinamenti comunali, riconoscerà per patrono il santo bambino Quirico e provvederà ad una cinta muraria per i lati esposti ma sarà, fino all’unità d’Italia, sotto la giurisdizione della città di Fermo che vi invia un vicario per sovrintendere all’amministrazione.

## Monumenti e luoghi d'interesse
Le chiese del centro storico sono:
- Chiesa dei Santi Giacomo e Quirico del XIV secolo, ma rifatta quasi completamente un secolo fa, che conserva opere pittoriche attribuite a Pietro Alemanno (XV secolo), una statuetta lignea del Santo patrono.
- Chiesa di San Nicolò, del XVII-XVIII secolo, con pale attribuite ai pittori marchigiani G. Ghezzi ed F. Ricci e, all'altare maggiore una pala di Simone De Magistris con la Madonna col Bambino e i Santi Michele Arcangelo, Francesco e Quirico, del 1596.[5] La chiesa, ora sconsacrata e utilizzata per manifestazioni artistiche (concerti di musica classica), custodisce anche un organo di scuola callidiana;
- Chiesa di San Lorenzo, di fine XVIII secolo, con campanile (1732) e cripta inagibile, conserva un organo di Gaetano Callido (1784) restaurato, un Crocefisso ligneo di probabile provenienza bizantina, oltre ad altari in stile barocco.

Chiese fuori le mura:
- Chiesa di San Quirico, in Borgo San Quirico, è romanica, con tracce di affreschi (XII-XIV secolo), ha una cripta sorretta da volte a crociera cilindriche e colonnine con capitelli di foggia diversa;
- Chiesa di San Pietro, romanica, ma rimaneggiata nel XIX secolo, è all'ingresso del Cimitero, ha colonne con capitelli in pietra arenaria diversi fra loro;
- Chiesa della Madonna Manù, è piccola chiesa rurale dell'XI secolo, a 3 km circa sulla strada provinciale che va al mare;
- Chiesa di Santa Maria degli Angeli o ad nivem in Borgo Castellano.

All'interno delle mura si trovano inoltre: la scuola elementare, costruita nella prima metà del Novecento sui resti del convento di frati di Fonte Avellana; il palazzo comunale, realizzato alla fine del XVI secolo, ristrutturato recentemente, che espone nel suo portico un cippo funerario risalente all'epoca romana imperiale; la fontana principale di Lapedona, situata in piazza Giacomo Leopardi, costruita nel 1900, all'inaugurazione dell'acquedotto, che portò l'acqua nelle abitazioni del paese.

## Eventi culturali
Dal 2004 viene organizzato con successo il festival "Musica in collina". La manifestazione si avvale, sin dall'origine, della direzione artistica del violinista Walter Daga e si colloca nel mese di agosto con sede in piazza San Lorenzo. Negli anni il Festival ha ospitato numerosi artisti di rilevanza nazionale tra i quali il basso Luca Dall'Amico, il regista Marco Bellussi e la pianista Leonora Armellini.

## Società

### Evoluzione demografica
Abitanti censiti

## Geografia antropica

### Contrade
Il territorio è suddiviso in contrade, con nomi mutuati da chiese, antichi prediali o dalle caratteristiche del luogo. Le contrade lapedonesi sono: Acquarello, Aso, Coste da sole, Fonte Antonucci, Fonte Balzana, Madonna Bruna, Madonna Manù, Montepregnano, Monti, Piemarano, Saltareccio, San Girolamo, San Martino, San Michele, San Quirico, Santa Elisabetta.

## Amministrazione
| Periodo        | Periodo        | Primo cittadino             | Partito                                | Carica  | Note  |
| -------------- | -------------- | --------------------------- | -------------------------------------- | ------- | ----- |
| 28 giugno 1985 | 20 giugno 1990 | Mario Chiarini              | Democrazia Cristiana                   | Sindaco | [ 7 ] |
| 20 giugno 1990 | 24 aprile 1995 | Mario Chiarini              | Democrazia Cristiana                   | Sindaco | [ 7 ] |
| 24 aprile 1995 | 14 giugno 1999 | Giuseppe Nazzareno Citeroni | Lista civica                           | Sindaco | [ 7 ] |
| 14 giugno 1999 | 14 giugno 2004 | Enzo Rossi                  | Lista civica                           | Sindaco | [ 7 ] |
| 14 giugno 2004 | 7 giugno 2009  | Mauro Pieroni               | Lista civica                           | Sindaco | [ 7 ] |
| 8 giugno 2009  | 25 maggio 2014 | Mauro Pieroni               | Lista civica                           | Sindaco | [ 7 ] |
| 26 maggio 2014 | 27 maggio 2019 | Giuseppe Taffetani          | Lista civica                           | Sindaco | [ 7 ] |
| 27 maggio 2019 | 10 giugno 2024 | Giuseppe Taffetani          | Lista civica Insieme per Lapedona      | Sindaco | [ 7 ] |
| 10 giugno 2024 | in carica      | Mauro Pieroni               | Lista civica Movimento civico Lapedona | Sindaco | [ 7 ] |

## Sport

### Calcio a 11
A Lapedona c'è una sola squadra di calcio, l'ASD Lapedonese, che milita in terza categoria.

### Calcio a 7
Lapedona ha anche una squadra di calcio a 7 che gioca in Serie B